# Андрес Вільяреал
Андрес Вільяреал (22 жовтня 1996) — мексиканський стрибун у воду.
Учасник Олімпійських Ігор 2020 року.
Призер літньої Універсіади 2019 року.